# توماس مور كوستيلو
توماس مور كوستيلو هو قاضي وسياسي كندي، ولد في 27 أبريل 1883 في كندا، وتوفي في 29 أكتوبر 1954. حزبياً، نشط في حزب أونتاريو المحافظ التقدمي. وقد انتخب عضو برلمان مقاطعة أونتاريو.